# Opération Brevity
Seconde Guerre mondiale
Batailles
Guerre du Désert
- Invasion de l'Égypte
- Compass (Fort Capuzzo
- Nibeiwa
- Sidi Barrani
- Bardia
- Tobrouk (1941)
- Mechili
- Beda Fomm)
- Koufra
- Siège de Giarabub
- Sonnenblume
- El Agheila (1941)
- Siège de Tobrouk (Raid sur Bardia
- Raid Twin Pimples)
- Skorpion
- Brevity
- Battleaxe
- Crusader (Flipper
- Bir el Gubi (novembre 1941)
- Point 175
- Bir el Gubi (décembre 1941))
- Fort Lamy
- Gazala (Bir Hakeim
- Tobrouk (1942))
- Mersa Matruh
- El Alamein (juillet 1942) (Raid sur l'aérodrome de Sidi Haneish)
- Alam el Halfa
- Agreement (Caravan)
- Bertram
- Braganza
- El Alamein (octobre 1942) (Avant-poste Snipe)
- El Agheila (1942)

Débarquement allié en Afrique du Nord
- Blackstone
- Casablanca
- Reservist
- Terminal
- Port Lyautey
- Brushwood

Campagne de Tunisie
- Course pour Tunis
- Ligne Mareth
- Sidi Bouzid
- Kasserine
- Sejnane
- Ochsenkopf
- Capri
- Ksar Ghilane
- Pugilist
- El Guettar
- Wadi Akarit
- Longstop Hill
- Hill 609
- Vulcan
- Flax
- Retribution
- Strike

L’opération Brevity est une opération de la Seconde Guerre mondiale menée par les forces armées britanniques le 15 et 16 mai 1941 lors de la guerre du Désert. 
Elle fut mise au point afin de sécuriser la région des troupes allemandes et italiennes et ainsi planifier une offensive contre Tobrouk, alors que Rommel avait repoussé les forces du Commonwealth en Cyrénaïque jusqu'à la frontière égyptienne en avril 1941 lors de la bataille d'El Agheila.

## Historique

### Prélude
Après l'offensive allemande de fin mars - début avril 1941, les Britanniques ont presque entièrement perdu la Cyrénaïque qu'ils avaient conquise aux Italiens lors de l'opération Compass. Le 9 avril, alors que l'essentiel de la 5e division légère se dirige vers Tobrouk, le bataillon de reconnaissance de la division reçoit l'ordre de contourner la ville pour s'emparer de Bardia près de la frontière égyptienne. Le 11 avril, ayant reçu le renfort du bataillon de motocycliste de la 15e Panzerdivision qui vient d'être déployée en Libye, les Allemands se dirigent vers Sollum et le Fort Capuzzo sur la frontière égyptienne. Ces troupes doivent empêcher les divisions britanniques en Égypte d'interférer avec le siège de Tobrouk qui vient de débuter. Renforcées par des éléments de la division italienne Trento, elles sont regroupées au sein du Kampfgruppe von Herff. Le 27 avril, les Allemands s'emparent de la passe d'Halfaya. Le 12 mai, une colonne allemande parcourt plus de 50 km à l'intérieur du territoire égyptien.
La situation militaire sur la frontière est donc défavorable aux Britanniques au début du mois de mai. Pour pouvoir venir en aide aux Australiens assiégés à Tobrouk, le général Wavell, commandant en chef des forces britanniques du Proche-Orient, veut reprendre le contrôle de la situation sur la frontière. Il met alors au point l'opération Brevity.

### Déroulement

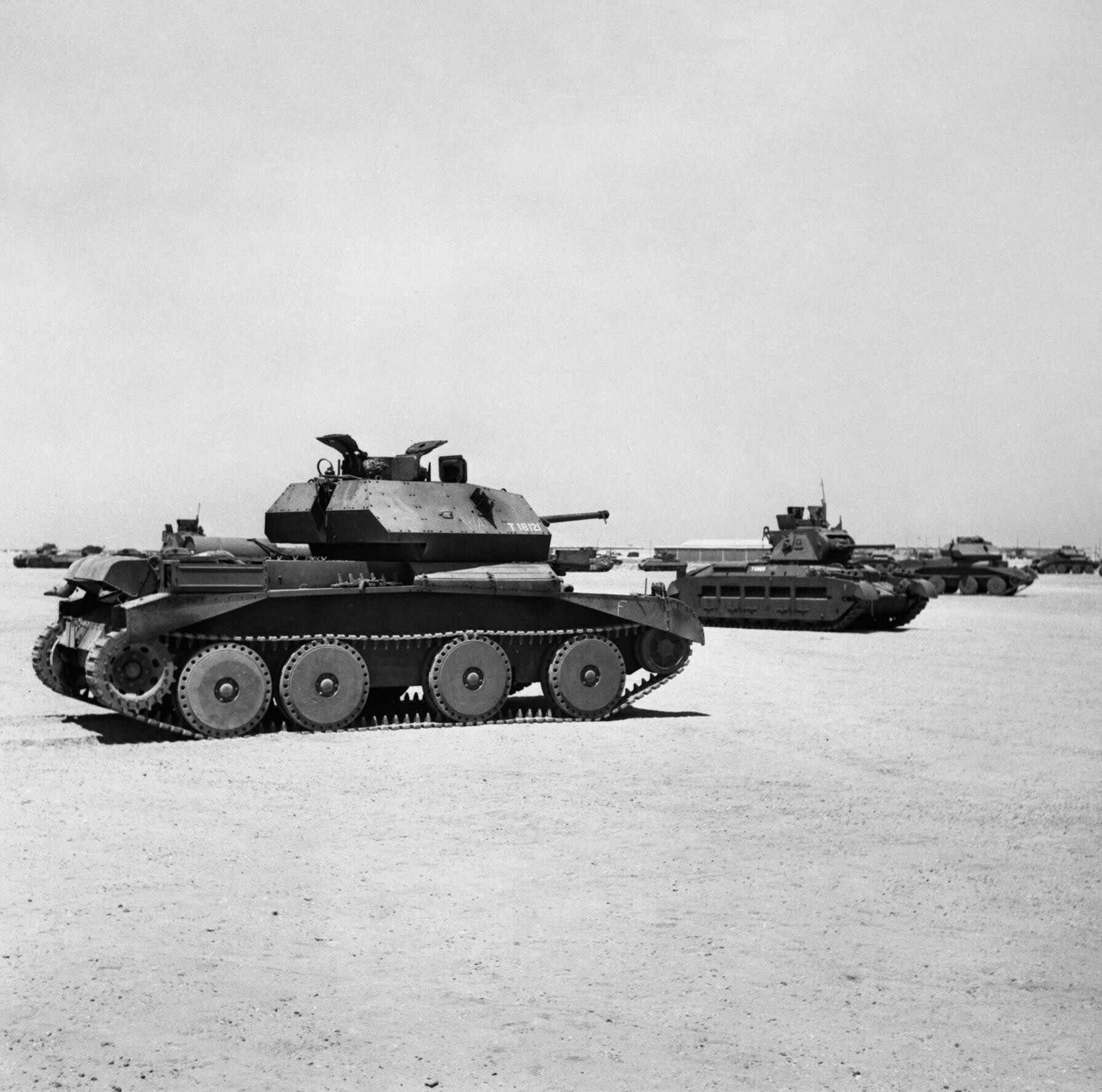
Chars britanniques Cruiser Mk IV (premier plan) et Matilda Mark II similaires à ceux utilisés lors de l'opération.

Conçue par Archibald Wavell, l'opération vise à rapidement affaiblir les forces de l'Axe dans la région Sollum, fort Capuzzo et Bardia, à la frontière entre l'Égypte et la Libye, pour autant que son ravitaillement le permette sans risques inconsidérés pour ses propres forces.
Le 15 mai, les troupes britanniques sous le commandement de William "Strafer" Gott lance l'opération. La 22e brigade de la Garde et la 7e brigade blindée, alignant 51 chars, reprennent Sollum, la passe d'Halfaya et une partie du fort Cappuzzo. Les panzers de la 5e division légère contre-attaquent et reprennent le fort. Rommel fait alors intervenir les Panzers de la 15e Panzerdivision qui rejoignent le Kampfgruppe Herff le 16 mai. Sollum est reprise.
Inquiet de la situation de sa 22nd Guards Brigade, qui court le risque d'être écrasée en terrain ouvert en cas de contre-attaque blindée allemande, William Gott décide de retirer la totalité de ses forces derrière sa ligne de départ, à l'exception de la passe d'Halfaya qui est défendue par un bataillon de la 22e brigade de la Garde et 9 Mark II Cruisers. L'arrivée de renforts allemands oblige ainsi l'annulation de l'opération après une seule journée de combat.

### Bilan
Les Britanniques ont perdu 206 hommes, 18 Matilda et 6 avions lors de l'opération tandis que les pertes de l'Axe s’élevent à plus de 600 hommes et 3 chars détruits.
Le 26 mai 1941, Rommel déclenche l'opération Skorpion pour reprendre la passe d'Halfaya. Le 27, une petite unité allemande commandée par le capitaine Bach reprend la passe, annulant totalement les gains territoriaux préalablement acquis lors de l'opération pour les Britanniques.

## Conséquences
L'opération Brevity n'a donc procuré qu'un faible gain territorial aux Britanniques, rapidement perdu par la suite. Les combats ont mis en lumières la vulnérabilité du Matilda face au canon de 88mm allemand et les difficultés à coopérer des unités blindées et d'infanterie chez les Britanniques. Rommel a pu constater la faiblesse de son dispositif défensif sur la frontière et celui-ci est renforcé.